# Péter Erdő
Péter Erdő (nascut a Budapest el 25 de juny de 1952) és un cardenal hongarès de l'Església Catòlica. Actualment serveix com a Arquebisbe d'Esztergom-Budapest, i per tant, Primat d'Hongria. És el President del Consell de Conferències Episcopals d'Europa.

## Biografia
Erdő va néixer a Budapest el 25 de juny de 1952, el primer de sis fills de Sándor i Mária Erdő. Estudià als seminaris d'Esztergom i Budapest, i després a la Universitat Pontifícia Laterana, on es doctorà en teologia i en dret canònic. El 18 de juny de 1975 va ser ordenat al presbiterat pel bisbe László Lékai, sent incardinat a l'arquebisbat d'Esztergom. Treballà com a vicari a Dorog, i després continuà els seus estudis a Roma entre 1977 i 1980. Els següents 8 anys ensenyà teologia i dret canònic al seminari d'Esztergom, així com donà classes com a professor convidat en diverses universitats estrangeres. Erdő serví a la Conferència Episcopal Hongaresa com a Secretari de la Comissió de Dret Canònic el 1986, i després com el seu president el 1999. al 198 començà a ensenyar teologia a la Universitat Catòlica Pázmány Péter, servint com a rector entre 1988 i 2003. Des de 2005 és el Gran Canceller de la universitat.
El 5 de novembre de 1999 va ser nomenat bisbe auxiliar de Székesfehérvár i bisbe titular de Puppi. Rebé la seva consagració episcopal el 6 de gener del 2000 del Papa Joan Pau II, amb els arquebisbes Giovanni Battista Re i Marcello Zago OMI com a co-consagradors. El 7 de desembre de 2002 va ser nomenat Arquebisbe d'Esztergom-Budapest i, com a tal, rebé el títol de Primat d'Hongria. El cardenal Erdő esdevingué membre de l'Acadèmia Hongaresa de Ciències el 2007. El 2011 va ser nomenat doctor honoris causa per la Universitat de Navarra.

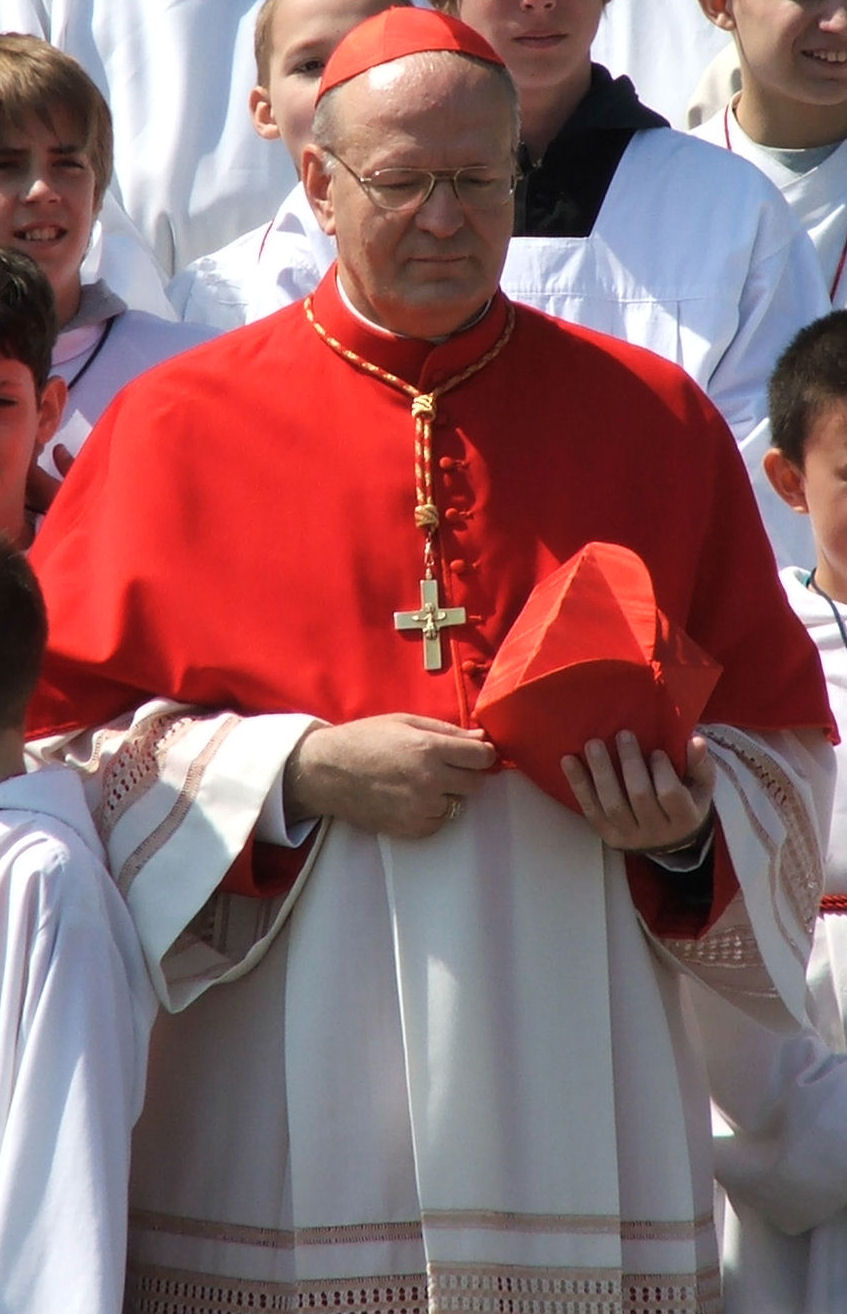
El cardenal Péter Erdő

Va ser creat cardenal amb el títol de cardenal-prevere de per Joan Pau II al consistori del 21 d'octubre de 2003. En el moment de la seva creació era el membre més jove del Col·legi de Cardenals, fins a la creació de Reinhard Marx el 2010.
Erdő va ser un dels cardenals electors que van participar en el Conclave de 2005 que escollí a Benet XVI, i de nou participaria el 2013 en un nou conclave, en el qual va ser escollit el Papa Francesc, i podrà seguir exercint el seu dret a vot en qualsevol futur conclave fins que compleixi 80 anys, el 25 de juny de 2032.
El Cardenal Erdő va ser elegit President de la Conferència Episcopal Hongaresa al setembre del 2005 per un període de 5 anys, i President del Consell de Conferències Episcopals d'Europa a l'octubre del 2006 també per a un quinquenni. El 17 de gener de 2009 va ser escollit membre del Consell Pontifici per la Cultura pel Papa Benet XVI i el 29 de gener del 2011 de la Segona Secció de la Secretaria d'Estat.
El cardenal Erdő patrocinà el 13è Congrés Internacional de Dret Canònic Medieval, a Esztergom, celebrat entre el 3 i el 9 d'agost del 2008. El 19 d'octubre de 2011, la nunciatura apostòlica del Perú anuncià que ell seria el visitador apostòlic que intervindria en la disputa entre la Universitat Catòlica Pontifícia del Perú i l'arquebisbat de Lima. Això creà una controvèrsia perquè l'arquebisbe de Lima és membre de l'Opus Dei, i la Universitat de Navarra, que havia atorgat un doctorat honoris causa aquell mateix any al cardenal Erdő, també pertany a l'Opus Deu.
El 18 de setembre de 2012, el cardenal Erdő va ser nomenat pel Papa Benet XVI per ser un dels Pares Sinodals per l'Assemblea Ordinària General del Sínode de Bisbes sobre la Nova Evangelització.
Péter Erdő va ser mencionat com un dels possibles candidats per ser elegit com a proper Papa al conclave de 2013.
El 14 d'octubre de 2013, el cardenal va ser nomenat pel Papa Francesc per servir com a Relator General de la Tercera Assemblea General Extraordinària del Sínode de Bisbes, que està previst que se celebri entre el 5 i el 19 d'octubre de 2014. El tema escollit és «Els desafiaments de la família en el context de l'evangelització».

## Opinions

### Cardenal Mindszenty
El 2006, el cardenal Erdő envià una carta d'agraïment al President George W. Bush en ocasió del 50è aniversari de la detenció del cardenal Mindszenty i del suport que els estatunidencs li van oferir.

### Gitanos
El cardenal Erdő ha escrit sobre les condicions socioeconòmiques especials dels gitanos i s'ha preguntat obertament sobre la manera correcta per evangelitzar-los.

### L'Església a Hongria
El cardenal Péter Erdő s'ha centrat en la necessitat que Hongria recuperi la seva fe i l'esperança, mentre que celebrava la Missa del Gall a la Basílica de Sant Esteve de Budapest.

## Honors
Oficial de l'orde al Mèrit de la República d'Hongria - 2005